# CODLAG

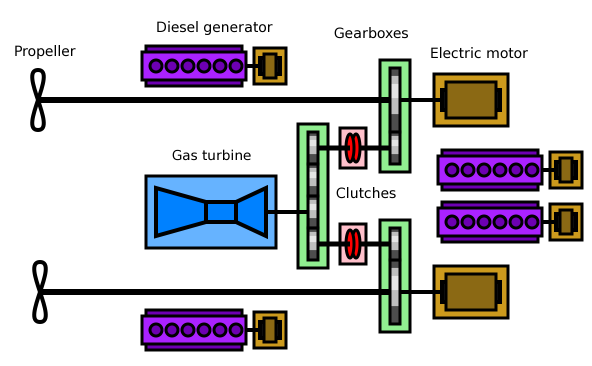
Diagram systemu CODLAG

CODLAG (ang. Combined Diesel-Electric and Gas Turbine) – rodzaj siłowni na okręcie, składającego się zazwyczaj z wielu silników Diesla wytwarzających prąd elektryczny dla potrzeb silników elektrycznych prędkości marszowej (ekonomicznej), napędzających śruby okrętowe. Niezbędny nadmiar mocy potrzebny do osiągnięcia prędkości maksymalnej (pościgowej) umożliwia zastosowanie jednej lub więcej turbin gazowych przyłączonych do tychże śrub za pomocą przekładni redukcyjnych. Napęd ten jest modyfikacją napędu CODAG.
Siłownie w układzie CODLAG mogą posiadać wiele typowych, zunifikowanych silników wysokoprężnych. Położenie ich, kolejność podłączania, pracy jest dowolna ze względu na brak konieczności przekazywania mocy za pomocą wału śrubowego. Rolę tę całkowicie przejął prąd elektryczny. Silniki elektryczne w tym układzie napędu podłączane są do śrub napędowych bez pośrednictwa przekładni redukcyjnych. Rozwiązanie to obniża koszty eksploatacji oraz remontów okrętu. Silniki wysokoprężne mogą pracować przy optymalnych dla siebie obciążeniach i mogą być dowolnie wyłączane. Dzięki temu, napęd ten w szerokim zakresie niskich i średnich prędkości jest ekonomiczny. Możliwe jest też, zastosowanie akumulatorów do zasilania silników elektrycznych okrętu przy tzw. prędkościach skradania, gwarantujących wyjątkowo cichy napęd.
System CODLAG stosowany na jednostkach eskortowych wymagających cichego napędu, używanego przy patrolowaniu oraz walce z okrętami podwodnymi, dużego zasięgu jak i doraźnej dużej mocy. Wykorzystywany jest na średniej wielkości okrętach wojennych (fregaty).